# Guillaume Dubois (Crétin)
Pour les articles homonymes, voir Guillaume Dubois et Dubois.
Guillaume Cretin né sans doute à Paris entre 1460 et 1470, mort le 30 novembre 1525, est un écrivain polygraphe, compositeur, poète et homme d’Église français. Il est considéré comme ayant appartenu aux Grands rhétoriqueurs. On l'appelle parfois à tort Guillaume Dubois, mais il s'agit d'un jeu de mots que l'on retrouve dans une épître adressée à Jean Martin. Cretin a écrit dans une grande variété de genres littéraires, y compris des paroles à forme fixe (chants royaux, ballades et rondeaux) ainsi que des vers narratifs.

## Biographie
Il fut trésorier de la Sainte-Chapelle de Vincennes, puis chantre de la Sainte-Chapelle de Paris et aumônier ordinaire du roi François Ier. Ce fut d’ailleurs lui qui obtint du roi la reconstruction de la chapelle de Vincennes. 

## Œuvre
On a de lui des chants royaux (1527), loués par ses contemporains. Musicalement, Johannes Ockeghem (un des principaux compositeurs de cette époque) fut son maître. Reconnu comme un maître, notamment par Jean Lemaire de Belges et Clément Marot, toutes ses œuvres poétiques sont de circonstance. Il est l'un des grands virtuoses de la rime équivoquée (par exemple, l'Espistre à Honorat de la Jaille [vers 1510]).
À partir de 1515, Crétin commença à travailler sur une chronique en vers de l'histoire de France, les Grandes Chroniques de France, restées inachevées à sa mort. Elle fut commandée en 1515 par François Ier et est aujourd'hui conservée dans six manuscrits. 
Le corpus de Crétin comprend également des vers occasionnels. Sa dernière œuvre, composée entre février et novembre 1525, est l'Apparition du Mareschal sans reproche, feu Messire Jacques de Chabannes, en son vivant Mareschal de France, une longue vision onirique commémorant Jacques II de Chabannes de La Palice qui fut tué à la bataille de Pavie en 1525.